# Johan Matthias Lahn
Johan Matthias Lahn (født 10. december 1728 i Hamborg, død 1. oktober 1802 i Odense) var en dansk erhvervsmand, der skabte en stor forretning på sin handskemagervirksomhed, som han overtog efter sin tante og svoger. Ved deres død i 1763 overtog han, som universalarving, en stor pengebeholdning, forretningen og deres gård med den forpligtelse at gården skulle gøres til en stiftelse. Under hans ledelse voksede virksomheden sig så stor at man eksporterede handsker til både Tyskland, Holland og Italien. Ved sin død overgik gården og hans samlede formue til hans egne legater, herunder: Legater for fattige borgere i Odense, for fattige enker og for ugifte piger af embeds- og middelstanden. Den største del af hans efterladte formue overgik dog sammen med gården til den 'Lahnske Stiftelse for hjælpeløse Børn' som trådte i kraft på hans fødselsdag i 1804.